# Giuliano Tadeo Aranda
Giuliano Tadeo Aranda (sinh ngày 21 tháng 2 năm 1974) là một cầu thủ bóng đá người Brasil.

## Sự nghiệp câu lạc bộ
Giuliano Tadeo Aranda đã từng chơi cho Verdy Kawasaki và Gamba Osaka.

## Thống kê câu lạc bộ

### J.League
| Đội            | Năm       | J.League | J.League | J.League Cup | J.League Cup | Tổng cộng | Tổng cộng |
| Đội            | Năm       | Trận     | Bàn      | Trận         | Bàn          | Trận      | Bàn       |
| -------------- | --------- | -------- | -------- | ------------ | ------------ | --------- | --------- |
| Verdy Kawasaki | 1996      | 14       | 13       | 6            | 2            | 20        | 15        |
| Verdy Kawasaki | 1997      | 9        | 6        | 4            | 0            | 13        | 6         |
| Gamba Osaka    | 2002      | 29       | 22       | 8            | 6            | 37        | 28        |
| Gamba Osaka    | 2003      | 24       | 15       | 4            | 2            | 28        | 17        |
| Gamba Osaka    | 2004      | 10       | 5        | 5            | 1            | 15        | 6         |
| Tổng cộng      | Tổng cộng | 86       | 61       | 27           | 11           | 113       | 72        |